# 斯特普爾頓 (阿拉巴馬州)
斯特普爾頓（英語：Stapleton）是一個位於美國阿拉巴馬州鮑德溫縣的非建制地區。根據2010年美國人口普查，皮迪度的人口數目有168人。

## 地理
斯特普爾頓的座標為30°44′34″N 87°47′36″W / 30.742778°N 87.793333°W，而該地最高點為海拔高度68米。